# Friuli Isonzo Merlot
Il Friuli Isonzo Merlot est un vin rouge italien de la région Vénétie doté d'une appellation DOC depuis le 25 mars 1988. Seuls ont droit à la DOC les vins rouges récoltés à l'intérieur de l'aire de production définie par le décret. 

## Aire de production
Les vignobles autorisés se situent en province de Gorizia dans les communes de Romans d'Isonzo, Gradisca d'Isonzo, Villesse, San Pier d'Isonzo, Turriaco, Medea, Moraro, Mariano del Friuli et en partie les communes Cormons, Capriva del Friuli, San Lorenzo Isontino, Monfalcone, Mossa, Gorizia, Fogliano Redipuglia, Farra d'Isonzo, Savogna d'Isonzo, Sagrado, Ronchi dei Legionari, San Canzian d'Isonzo et Staranzano.

## Caractéristiques organoleptiques
- couleur : rouge rubis plus ou moins intense
- odeur : agréable, caractéristique
- saveur : sec, plein, légèrement épicé

Le Friuli Isonzo Merlot  se déguste à une température de 14 à 16 °C et il se gardera 2 – 4 ans.

## Production
Province, saison, volume en hectolitres :
- Gorizia  (1990/91)  11134,59
- Gorizia  (1991/92)  10957,86
- Gorizia  (1992/93)  11947,13
- Gorizia  (1993/94)  10897,05
- Gorizia  (1994/95)  9189,93
- Gorizia  (1995/96)  7511,38
- Gorizia  (1996/97)  9577,57